# Água Comprida
Água Comprida este un oraș în Minas Gerais (MG), Brazilia. 